# Guillermo Ardizone
Guillermo Ardizone García (Madrid, 5 de agosto de 1962) es un diplomático español. Es embajador representante permanente de España ante el Comité Político y de Seguridad de la Unión Europea, en Bruselas (desde 2024).

## Biografía
Licenciado en Derecho, ingresó en 1990 en la carrera diplomática. Estuvo destinado en las representaciones diplomáticas españolas en Israel y ante la Unión Europea. Ha sido segundo jefe en las embajadas de España en Líbano y Guatemala. Fue subdirector general de Oriente Medio y en 2006 pasó a ocupar el puesto de consejero en la Representación Permanente de España ante la Unión Europea.
Durante la presidencia de Mariano Rajoy, fue nombrado embajador de España en Guinea, cargo que ocupó hasta 2014. Desde entonces, desempeñó diversos cargos de ámbito interno del Ministerio, entre ellos subdirector general de Política Exterior para Oriente Próximo y subdirector general de la Oficina de Información Diplomática.
Con el cambio de Gobierno en 2018, fue destinado a la Embajada de España en Túnez, como su máximo responsable. Posteriormente fue director general de Política Exterior y de Seguridad en el Ministerio de Asuntos Exteriores (2022-2024).